# Vysoká Libyně
Vysoká Libyně (deutsch Hochlibin) ist eine Gemeinde in Tschechien. Sie liegt sechs Kilometer nordwestlich von Kralovice und gehört zum Okres Plzeň-sever.

## Geographie
Vysoká Libyně befindet sich auf einer Hochfläche im Rakonitzer Hügelland. Gegen Norden erstreckt sich der Naturpark Jesenicko.
Nordöstlich erhebt sich der Lhotský vrch (Welhottner Berg, 606 m), im Osten der Libyňský vrch (561 m), südöstlich der Velký Špičák (555 m), im Süden die Březina (573 m) sowie westlich der Džbán (588 m) und der Bukovec (590 m). Östlich liegt der Teich U Hráze. Durch Vysoká Libyně führt die Staatsstraße I/27 zwischen Kralovice und Jesenice.
Nachbarorte sind Ostrovec, Podbořánky, Žďár und Otěvěky im Norden, Lhota, Zelený Důl, Nová Ves und Kůzová im Nordosten, V Lukách, Zátiší, Čistá, Nad Mostem und Strachovice im Osten, Hradecko, Hubenov, Kožlany und Kralovice im Südosten, Mariánský Týnec, Hadačka, Sechutice und Zadní Hájovna im Süden, Olšany, Bukovina, Sedlec und Řemešín im Südwesten, Bílov, Potvorov und Přehořov im Westen sowie Žihle, Chvojkovský Mlýn, Pohvizdy, Pastuchovice und Velečín im Nordwesten.

## Geschichte
Die erste schriftliche Erwähnung von Lubynie erfolgte im Jahre 1180, als Přemysl de Lubyn gemeinsam mit Dětleb von Potvorov und Viton von Kopidlo als Zeuge beim Verkauf des Dorfes Vlčkov an das Kloster Plasy auftrat. Seit dem 14. Jahrhundert gehörte das Gut den Herren von Guttenstein. Nach den Errichtungsbüchern war die Kirche ursprünglich dem hl. Ägidius geweiht und seit 1336 eine Pfarrkirche. Die Brüder Johann, Dietrich und Půta von Guttenstein, die seit 1367 Besitzer von Lubynie waren, ließen eine neue einschiffige steinerne Kirche erbauen, die dem hl. Blasius geweiht wurde. 1372 setzten sie einen Pfarrer ein. Von 1386 bis 1417 war Dietrich von Guttenstein auf Vísky bei Trnová alleiniger Besitzer des Gutes. Ihm folgte sein Sohn Burian von Guttenstein auf Bělá. Während der Hussitenkriege wurde der katholische Pfarrer durch die Aufständischen vertrieben, danach erlosch die Pfarre und die Kirche war Filialkirche verschiedener umliegender Pfarreien, darunter Tschistay. 1462 erbte Burians Sohn Burian der Reiche von Guttenstein auf Preitenstein, danach folgte dessen Sohn Dietrich von Guttenstein auf Guttenstein. Dieser lag zusammen mit seinen Brüdern Burian, Johann, Wolf, Christoph und Heinrich in Fehde mit König Vladislav II. und verlor dabei den größten Teil seines Besitzes. Nachdem es dem König gelungen war, den Raubritter dingfest zu machen, verkaufte Dietrich von Guttenstein 1509 das Gut Lubyně mit dem wüsten Dörfern Hluboká und Lhota an Heinrich von Kolowrat auf Krakovec. Im Jahre 1530 gehörte Lubyně zum Erbteil von dessen jüngeren Sohn Albrecht, der 1534 in Všesulov seinen Sitz nahm. 1542 erbte dessen Sohn Christoph Heinrich Kolowrat-Krakovský auf Šípy die Herrschaft Všesulov. Er ließ zwischen 1588 und 1590 die wüsten Dörfer Lhota und Zdeslav wiederbesiedeln und auf den wüsten Gründen von Lubyně einen Meierhof errichten. 1596 erbten Christoph Heinrichs minderjährige Söhne Abund, Karl und Maximilian die Herrschaft Šípy. Karl und Maximilian Kolowrat-Krakovský teilten 1611 den Besitz. Dabei fiel das Gut Libyně mit Lhota und Zdeslav Maximilian zu, der es zu einem landtäfligen Allodialgut erheben ließ. Wahrscheinlich ließ er als seinen Sitz eine Feste in Libyně anlegen. Im Mai 1634 raubten die Truppen des kaiserlichen Generalleutnants Matthias Gallas das Gut aus und brannten den Meierhof und die Brauerei nieder. Maximilian Kolowrat-Krakovský, der wegen seiner Tätigkeit als Kriegskommissar des Saazer Kreises während des Ständeaufstandes bis 1629 eine Geldstrafe von 600 Schock Groschen abgeleistet hatte, lieh sich die Gelder für den Wiederaufbau seines ruinierten Besitzes vom Hauptmann der Herrschaft Petersburg, Georg Zettl von Neudeck. Diesem überließ er drei niedergebrannte Bauernhöfe in Libyně, auf deren Gründen Zettl einen Freihof errichtete. 1644 vermachte Maximilian Kolowrat-Krakovský das Gut seinem Neffen, dem Hauptmann des Rakonitzer Kreises, Christoph Jaroslav Kolowrat-Krakovský auf Olešná. 1648 fiel der schwedische Feldmarschall Hans Christoph von Königsmarck ein und drohte die Brandschatzung an, die Dorfbewohner brachten dabei nur ein Lösegeld von 30 Talern auf. Im Jahre 1651 bestand Libyně aus 15 Bauern und vier Häuslern. 1659 erbten Christoph Jaroslaws Söhne Ernst Abund, Albrecht Heinrich und Maximilian Wenzel den Besitz gemeinschaftlich. Diese hatten eine deutsche Erziehung genossen und ließen bei ihren Untertanen in Libyn die deutsche Sprache einführen. Wenig später erhielt Albrecht Heinrichs Frau Anna Elisabeth von Mettich das Allodialgut Libyn mit der Brauerei, Mälzerei, Schäferei, Ziegelei, Speicher und Meierhof, den Dörfern Lhota und Zdeslav sowie den Chaluppen in Zelený Důl. Sie kaufte 1661 die Anteile ihrer beiden Schwäger ab und erwarb zwei Jahre später auch den Freihof von Peter Zettl von Neudeck. 1665 erbte ihr Witwer, der Hauptmann des Rakonitzer Kreises Albrecht Heinrich Kolowrat-Krakovský das Gut. Er ließ 1668 ein Urbar für das Gut anlegen, in dem die Dienstverpflichtungen festgeschrieben waren. Aus dem Erlös für ein Haus in Kralovice ließ er 1674 in Zelený Důl einen neuen Meierhof anlegen, dem die Untertanen aus Lhota robotpflichtig wurden. Die Feste Libyn ließ Albrecht Heinrich zu einem frühbarocken Schloss ausbauen. Wegen der drückenden Lasten, die von den Untertanen zur Wiedererhebung der Grundherrschaften Libyn und Plasy von den Folgen des Dreißigjährigen Krieges erhoben wurde, brach 1680 unter Führung des Richters Jiří Radim aus Dřevec ein Bauernaufstand aus. Nach dessen Niederschlagung bei Blatno wurden die Anführer der Rebellion zunächst auf dem Schloss Libyn verhört und anschließend in das Gefängnis von Rakovník verbracht. Zwischen 1695 und 1697 gründete Albrecht Heinrich Kolowrat-Krakovský Heinrichsdorf (Kůzová). Die neuen Siedler hatten ebenfalls ihre Robot auf dem Hof Zelený Důl abzuleisten. Im Jahre 1700 verkaufte Albrecht Heinrich Kolowrat-Krakovský das Gut an den Kreishauptmann des Saatzer Kreises, Karl Maximilian Přichowsky auf Libočany. Přichowsky ließ 1720 bei Zdeslav und zwei Jahre später bei Heinrichsdorf zwei weitere Meierhöfe anlegen. 1722 erbte Přichowskys Witwe Ludmila den Besitz. Ihr, wie auch ihren sechs Söhnen, die sämtlich im Heeresdienst standen und das Gut 1728 übernommen hatten, gelang es nicht, das Gut wirtschaftlich zu führen.
1731 veräußerten die Brüder Přichowsky von Přichowicz das überschuldete Allodialgut Hoch-Libin an Georg Olivier von Wallis auf Koleschowitz. 1745 erbte die Besitzungen dessen minderjähriger Sohn Stephan Olivier von Wallis, der bis 1760 unter der Vormundschaft von Wenzel Ignaz von Haymerle stand. In der zweiten Hälfte des 18. Jahrhunderts begann die Ansiedlung von deutschen Siedlern und von Juden auf dem Gebiet der Grundherrschaft. Im Jahre 1759 ließ von Haymerle in Hoch-Libin wieder einen Pfarrer einsetzen. Stephan Olivier von Wallis ließ 1779 den Meierhof Heinrichsdorf aufheben und siedelte auf seinen Fluren 17 neue Siedler an. Das Dorf Heinrichsdorf benannte er in Wallisdorf um und die neue Ansiedlung erhielt den Namen Neuwallisdorf. Die Brauerei brannte 1780 nieder und wurde nicht mehr aufgebaut; stattdessen wurde Petrowitzer Bier ausgeschenkt. 1822 gründete Stephan Olivier von Wallis ein Armeninstitut. 1832 erbte Stephans Sohn Rudolf Olivier Graf von Wallis den Besitz, ihm folgte 1838 dessen Sohn Friedrich Olivier Graf von Wallis.
Im Jahre 1843 umfasste das Allodialgut Hoch-Libin eine Nutzfläche von 3452 Joch 314 Quadratklafter. Auf seinem Territorium lebten in den Ortschaften Hoch-Libin, Welhotten (Lhota), Neu-Wallisdorf (Nová Ves), Wallisgrün (Kůzová) und Deslawen (Zdeslav) 1502 größtenteils deutschsprachige Einwohner, darunter 49 jüdische Familien. Haupterwerbsquelle bildeten die Landwirtschaft, das Handwerk und der Handel mit Wagenschmiere. Die Herrschaft bewirtschaftete drei Meierhöfe in Hoch-Libin, Grünthal (Zelený Důl) und Deslawen sowie zwei Schäfereien in Grünthal und Deslawen. Das an der Straße von Žatec nach Pilsen gelegene Dorf Hoch-Libin / Wysoká Ljbjn bestand aus 68 Häusern mit 409  Einwohnern, darunter sieben jüdischen Familien. Unter herrschaftlichem Patronat standen die Pfarrkirche des hl. Blasius, die Pfarrei und die Schule. Außerdem gab es ein obrigkeitliches Schloss mit der Wohnung des Amts-Burggrafen, einen dominikalen Meierhof mit Schäferei, ein dominikales Branntweinhaus, ein Einkehrwirtshaus, eine Bierschänke, die Prokopi-Mühle und eine stillgelegte Ziegelhütte. Abseits lag die aus fünf Häusern – einem obrigkeitlichen Meierhof, einer dominikalen Schäferei, einer dominikalen Fischmeisterswohnung, einem dominikalen Hegerhaus und einem Dominikalhäuschen – bestehende Einschicht Grünthal. Hoch-Libin war Pfarrort für Grünthal und Welhotten. Religiöses Zentrum der Juden war die Synagoge in Wallisgrün, ihr Begräbnisplatz war der Judenfriedhof auf den Galgenberg bei Kozlan. Bis zur Mitte des 19. Jahrhunderts war Hoch-Libin das Amtsdorf des gleichnamigen Allodialgutes.
Nach der Aufhebung der Patrimonialherrschaften bildete Hoch-Libin / Libyně ab 1850 mit dem Hof Grünthal und der Einschicht Prokopi-Mühle eine Gemeinde im Bezirk Saaz und Gerichtsbezirk Jechnitz. Im Jahre 1860 zerstörte ein Großfeuer 25 Häuser. 1868 wurde Hoch-Libin dem Bezirk Podersam zugeordnet. Im Jahre 1873 wurde der Besitz von
Friedrich Olivier Graf von Wallis unter dessen sieben Söhnen aufgeteilt. Das Gut Hoch-Libin erhielt Friedrich Graf von Wallis. Mit seinem Bruder Karl von Wallis auf Koleschowitz gründete er zur gemeinschaftlichen Bewirtschaftung der Güter Koleschowitz und Hoch-Libin ein Unternehmen, das 1881 Konkurs anmelden musste. Bei der Zwangsversteigerung erwarb 1883 Anton Kreißl sen. das Gut Hoch-Libin, er veräußerte es 1898 an den österreichischen Brauereiunternehmer Theodor Dreher. 1914 erbte dessen Sohn Anton Eugen Dreher das Gut. Im Jahre 1900 wurde ein Postamt eingerichtet. Im Zuge der Bodenreform von 1920 wurde das Gut parzelliert und  Tschechen angesiedelt. 1921 bestand das Dorf aus 72 Häusern, in denen 378 Personen lebten. Der tschechische Ortsname wurde im selben Jahre zur Unterscheidung vom Dorf Libyně bei Lubenec in Vysoká Libyně geändert. Im Jahre 1923 lebten in dem Dorf 272 Deutschböhmen und 92 Tschechen. 1925 kaufte Jaroslav Koula den Meierhof mit den verbliebenen 129 Hektar des Gutes. 1927 wurde ein Kindergarten eingerichtet. Im Jahre 1930 lebten in Hochlibin 349 Personen, darunter waren 219 Deutschböhmen und 125 Tschechen. 1938 wurde Hochlibin an das Elektrizitätsnetz angeschlossen. Nach dem Münchner Abkommen wurde die Gemeinde 1938 dem Deutschen Reich zugeschlagen und bis zum 12. Oktober 1938 mussten alle Tschechen auswandern. Das Gut von Jaroslav Koula wurde konfisziert. 1939 hatte die Gemeinde 299 Einwohner. Bis 1945 gehörte die Gemeinde zum Landkreis Podersam. Nach dem Ende des Zweiten Weltkrieges kam Vysoká Libyně zur Tschechoslowakei zurück. Die deutschsprachigen Bewohner wurden vertrieben und ein Großteil der 1938 vertriebenen Tschechen kehrte zurück. Nach der Machtübernahme durch die Kommunisten wurde Jaroslav Koula erneut enteignet. 1949 wurde das Dorf vom Okres Podbořany in den neugebildeten Okres Plasy überwiesen. Im Jahre 1950 lebten in Vysoká Libyně 223 Personen. Nach der Aufhebung des Okres Plasy wurde Vysoká Libyně 1960 dem Okres Plzeň-sever zugeordnet. Am 1. Jänner 1976 erfolgte die Eingemeindung nach Bílov und mit diesem zusammen am 1. Juli 1985 nach Kralovice. Die Einwohnerzahl erreichte in den 1980er Jahren mit 153 ihren Tiefstand. Das eingeschossige Schloss Vysoká Libyně, das neben der Kirche stand, wurde 1988 abgerissen. 1991 wurde der Gutshof an František Janka, einen Enkel von Jaroslav Koula rückübertragen. Mit Beginn des Jahres 1993 löste sich Vysoká Libyně von Kralovice los und bildete eine eigene Gemeinde. Am Standort des Schlosses entstand das Gemeindeamt. Vysoká Libyně ist Mitglied der Mikroregion Kralovicko.

## Gemeindegliederung
Für die Gemeinde Vysoká Libyně sind keine Ortsteile ausgewiesen. Zu Vysoká Libyně gehört die Feriensiedlung Chobot.

## Sehenswürdigkeiten
- Gotische Kirche des hl. Blasius, erbaut um 1360
- Ehemaliges Pfarrhaus, seine klassizistische Fassade erhielt es im 19. Jahrhundert
- Barocke Statuen der hll. Laurentius, Florian (1723) und Johannes von Nepomuk (1717) auf dem Dorfplatz. Die auf hohen Sockeln stehenden Heiligenfiguren wurden in der ersten Hälfte des 18. Jahrhunderts auf Veranlassung von Karl Maximilian Přichowsky aufgestellt
- Voit-Kreuz, errichtet von der Familie Voit zum Gedenken an den Tod ihres Sohnes 1866 in der Schlacht bei Königgrätz
- Schlosspark
- Mehrere Bildstöcke

## Söhne und Töchter der Gemeinde
- August Lassmann (1857–1921), deutschböhmischer Großindustrieller, kaiserlicher Rat und Kommerzialrat
- Anton Kreißl jun. (1895–1945), sudetendeutscher NS-Funktionär